# 日本駐瀋陽總領事館闖館事件

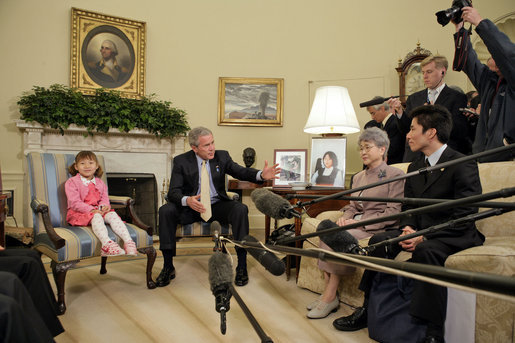
2006年4月28日，金高哲一家在逃亡到大韓民國後得到美國總統小布什（左二）的接見。圖為金高哲之女金韓美（左一）及被朝鮮民主主義人民共和國綁架的日本人橫田惠（桌上照片中女性）母親橫田早紀江（右二）與胞弟（右一）。

日本駐瀋陽總領事館事件（日语：瀋陽総領事館北朝鮮人亡命者駆け込み事件）是2002年5月8日發生在中華人民共和國日本驻沈阳总领事馆的一起外交風波。起因為朝鮮民主主義人民共和國脫北者金高哲一家試圖進入日本駐瀋陽總領事館求救，後來遭中方人員進入日本領事館將人拖出。此事嚴重侵犯日本主權，引發爭議。

## 事件概要
2002年5月8日，從朝鮮民主主義人民共和國出逃的脫北者金高哲一家五口逃到了中華人民共和國瀋陽市，並試圖進入日本驻沈阳总领事馆，其中兩名男子成功进入。日方称中國人民武裝警察部隊擅自进入總領事館將两人帶出；對此中方回称其武警在得到该馆一位副领事同意后入馆将2人带出。其后该馆的一位领事出面，表示了解中方情况後，同意中国公安人员将上述5人带走，并对武警表示感谢。此外，由於此事遭到攝影播出，畫面一出更立刻引起日本觀眾對外務省過於虛弱的行為表示不滿，其中時任日本副領事宮下謙將中國武警掉落的帽子撿起來交給武警的畫面一出，更是引起日本輿論廣泛批判。

2002年5月22日，中國外交部發言人孔泉聲稱，已妥善處理五名脫北者。

## 具體經過
根據時任中国外交部领事司司长罗田广的說法，2002年5月8日13时55分，担负日本驻沈阳总领馆警卫勤务的武警辽宁总队沈阳市支队八中队执勤哨兵张兆文、领班员孙永涛发现5名身份不明的人（两男两女及一女童）沿美、日领馆南侧围墙外人行道由西向东走来，行至日领馆正门约1米处警戒线时，哨兵拦阻并让其出示证件。此时，其中一名男子突然转身强行冲闯日领馆大门东侧角门（此时正是签证期间，大门留有2米宽的通道），与此同时，随行的两名女子上前撕扯并抓挠执勤哨兵。当另一名男子继续冲闯时，执勤人员从背后将其抱住，该男子用肘部猛击哨兵面部（哨兵孙永涛鼻子被打伤流血）后挣脱，也从角门闯入日领馆。哨兵迅速报警，大队长尹国辉、副大队长金晓东、八中队指导员吴明宇、副中队长王冶迅速赶到签证处。此时，日领馆副领事宫下谦带领3名中国雇员也在现场。宫下问：“是不是办签证的？”武警说：“不是，什么证件都没有，就想往里闯。还有两个人进去了。”尹国辉问宫下谦副领事：“我们是否可以进入馆内，将闯入馆内的两名男子带出？”宫下谦边点头边做了可以进入的手势，并讲了一句日语，经翻译（翁铁军，男，中国雇员）转述告之：“你们可以进入将人带出。”并转身往里进。于是，尹国辉带领4名执勤人员跟着往里进。在领馆签证大厅，宫下看见有两人坐在沙发上，便问保安怎么回事。保安答“可能是朝鲜人”。这时大队长等来到两名男子前。大队长问：“你们是干什么的？”两人未做任何回答。尹又问宫下谦：“这两人是否可以带出？”宫下弯腰点头以示同意，并用汉语说了句“可以”。尔后，中方武警将两名男子强行架出，带到武警警卫室。宫下跟在后面。在宫下打电话后约15分钟，马木秀治副领事来到了警卫室，用中文问：“从哪里来？”一男子用中文回答：“是北朝鲜人，我们是一家的。”并递给马木秀治一封信，马木秀治看了一下，又交还给该男子。这时，武警大队长开始打110报警。马木秀治开始打电话。约5分钟后，110警车抵达，警察欲将5人带走，马木说“等一等”。又打电话。过了一会，警察再次欲将人带走，马木又说“等一等”，过了一会儿，马木说“可以带走了”。警察将人带走。马木对执勤官员鞠躬，用汉语连声说“谢谢”。
而日方認為，宫下谦在大门口了解情况后，转身便往馆内的签证大厅走去，不知道身后跟了五六个武警；即使日领馆一位副领事通过点头、手势等行为表示同意武警进入，该副领事亦不能代表领馆馆长，中方不能据此认为获得了《維也納外交關係公約》所规定的“领馆馆长的同意”。

## 影響
日本朝野認為中國政府違反了《維也納外交關係公約》規定中，駐外領事館主權是屬於領事館派出國的規定。顯然中方進入日本使館和帶人離開已侵犯日本主權，引起日本方面批評聲音。而時任日本駐華大使阿南惟茂在事件中的危機意識被批評無能，應對被視為失職，也引起日本國內輿論嘩然。輿論要求撤職阿南並處罰，甚至要求外務大臣川口順子下台。然而最後阿南僅遭受日方內部處分了事。
金高哲一家方面，由於事件引起全球的關注，中日韩之间紧急磋商下同意把金氏一家拘留15日後經菲律賓再把他們轉送到大韩民国。金氏一家赴韓得到政治庇護及當地的居留權。
事件发生前，当年3月14日，25名朝鲜人冲进西班牙驻北京大使馆内，要求把他们送往韩国。
事件发生3天后，即5月11日，两名朝鲜人，一男一女，闯入加拿大驻中国大使馆，要求前往第三国寻求庇护。
同一个星期，另有3名朝鲜人先后闯入美国驻沈阳领事馆。
同年6月13日，韩国驻中国大使馆也發生類似事件，两名不明身份者强闯韩国驻华使馆领事部，其中一人未遂，被中国警方带走。引起了韩国等国媒体和政府人物的抨击，對此中国官媒《環球時报》撰文回应称：“中国是不是可以撤回保护使领馆安全的武警，让各国责任自负？”
这是两个月内发生的第10起、20天内（5月23日以来）第7起类似的“闯馆”事件，地点涉及北京、沈阳。
中華民國外交官張超英曾評價此事件「充分暴露（日本外務省內）中國幫的深層心態」「領事人員竟也放任中国武警賤踏日本主權，完全漠視自由與人權」。由於阿南惟茂的父親阿南惟幾在二戰中對天皇投降一事切腹自殺，「日本集體心態對阿南父親因堅持尊嚴而切腹自殺心存愧疚，所以雖然日本在外交上如此懦弱和丟臉，阿南既未被撤職，連帶中國幫也能安全脫身，未被瓦解」。
日本驻沈阳总领事馆事件发生次日，又有一名脫北者翻墙进入美国驻沈阳總领事馆。